# Appy Pie
 (avril 2019).
Appy Pie est un créateur d'applications mobiles disponibles pour les plateformes Android, iOS, Fire OS et Windows Phone, qui permet à ses utilisateurs de créer et de monétiser différents types d'applications mobiles. Elle dispose également de son propre marché d’applications pour montrer les applications créées grâce à elle,. Appy Pie a lancé la version bêta de son service de création d'applications mobiles WYSIWYG le 14 avril 2015.

## Aperçu
Appy Pie est un programme qui permet aux utilisateurs de créer et de monétiser des applications.Selon ses créateurs, la plateforme Game Builder a été conçue pour être facilement accessible aux personnes sans expérience. Il est disponible sur les plateformes iOS, Android, Windows Phone et Fire OS.
En mai, le créateur d’applications a lancé un programme de revendeur pour Appy Pie qui permet aux gens de créer des applications ‘White label’, des applications sans publicités. L’application a ensuite été prise en charge pour plusieurs types d'applications, y compris le partage d'images, la plateforme d'événements et les réseaux sociaux. En février 2017, Appy Pie a ajouté les fonctionnalités de la réalité augmentée (AR) et de la réalité virtuelle.Ces fonctionnalités comprennent la reconnaissance d'image ainsi qu'une visionneuse de vidéos panoramiques et vidéos 360. Cette fonctionnalité a été utilisée pour diverses fonctions, telles que l'information nutritionnelle pour les restaurants, les passages bibliques dans les églises et les maquettes de maison par les agents immobiliers. En juillet 2017, Appy Pie a ajouté "App Sheets", une fonctionnalité qui permet aux utilisateurs de "lier toutes leurs feuilles de calcul et formulaires Google dans une application qui peuvent être modifiés en temps réel." En août 2017, Appy Pie a lancé les fonctionnalités de réservation de chambres, de biens immobiliers et d'événements personnalisés dans le cadre de la plateforme. En juin 2019, un générateur de chatbot a été ajouté en tant que fonction à Appy Pie.

## Historique
Appy Pie a été fondée par Abhinav Girdhar. Elle a été créée en raison des demandes grandissantes des clients concernant le développement d'applications à faible coût. En août 2017, la société comptait trois bureaux en Virginie, à Londres et à New Delhi, ainsi qu'environ 235 employés. En août 2017, une nouvelle règle sur iTunes est apparue pour interdire les applications sans code de sa plate-forme. Girdhar a soutenu que cela nuirait à la capacité des petites entreprises à créer des applications

## Accueil
Un article du Los Angeles Times de 2014 cite la concurrente Alexandra Keating disant qu'Appy Pie et d'autres applications mobiles similaires "manquaient d'élégance". Elle (Appy Pie) a été sélectionnée par Indian Times comme exemple de programme qui vous aide à créer vos propres applications.
Johna Revesencio pour "The Huffington Post" a recommandé Appy Pie pour les personnes qui n’ont pas de compétences en codage et qui veulent développer une application. L'homme d'affaires AJ Agrawal a nommé Appy Pie son outil logiciel non-technique préféré de 2015. L'auteur de Macworld, Sarah Jacobsson Purewal, a inclus Appy Pie dans un article qui couvrait les outils de création d'applications «DIY».Elle a noté que c'était simple et facile à utiliser pour les novices. Elle a toutefois ajouté que sa simplicité peut conduire à des concepts moins créatifs et plus limités. L'éditeur de GamesBeat, Jeff Grubb, a noté que même si l'outil Game Builder d'Appy Pie était plus complexe que le jeu de Code.org qui apprend aux gens à coder un clone de Flappy Bird, le résultat final est à peu près le même. Dans un article pour le "Los Angeles Times" par Paresh Dave, le fondateur du programme app-maker DWNLD (un concurrent de produit app-maker) a noté que la simplicité des outils tels que Appy Pie l'a conduite à créer l'application. L'écrivain Paula Mooney a critiqué l'application disant que sa fonction de createur de jeux est gratuite, mais seulement pour des fonctions très limitées. Selon David Ramei de ADT Mag, la firme de recherche "Clutch" a classé Appy Pie parmi les meilleurs "outils de codage d'application DIY (Do it yourself)." Ramei a noté plus tard que le nom Appy Pie "peut ne pas susciter beaucoup de respect dans la communauté traditionnelle. [ell] fait des progrès dans l'entreprise. " Dans un classement des meilleures outils de création d'applications, Appy Pie était un finaliste. L'auteur Sara Angeles a noté ses fonctions de connectivité et ses applications commerciales. Le personnel de Business.com lui a donné un avis positif, pour son interface propre et sa facilité d'utilisation. L'écrivain entrepreneur Murray Newlands a nommé  Appy Pie l'un des meilleurs créateurs d'applications mobiles.